# Novokajakent
Novokajakent (in russo  Новокаякент?; in lingua cumucca: Янгъы Къаягент) è un villaggio della Russia situato nel Daghestan. Appartiene al rajon Kajakentskij di cui è il centro amministrativo.
Il villaggio si trova a breve distanza dal Mar Caspio, 75 km a sud-est della città di Machačkala e 48 km a nord-ovest di Derbent.